# Albany, Minnesota
Albany là một thành phố thuộc quận Stearns, tiểu bang Minnesota, Hoa Kỳ. Năm 2010, dân số của thành phố này là 2561 người.

## Dân số
- Dân số năm 2000: 1796 người.
- Dân số năm 2010: 2561 người.